# مارکو ناپولیونی
مارکو ناپولیونی (انگلیسی: Marco Napolioni؛ زادهٔ ۱۶ ژوئن ۱۹۷۵) بازیکن فوتبال اهل ایتالیا است.